# خوسيه مارسيلو غوميز
خوسيه مارسيلو غوميز (بالإسبانية: Marcelo Gomes)‏ (24 نوفمبر 1981 بريو دي جانيرو في البرازيل - ) هو لاعب كرة قدم بوليفي في مركز الوسط. لعب مع نادي بوليفار ونادي خورخي ويلسترمان ونادي ديبورتيفو سان خوسي وClub Aurora ‏ وUniversitario de Sucre ‏.

## وصلات خارجية
- خوسيه مارسيلو غوميز على موقع إي إس بي إن إف سي (الإنجليزية)
- خوسيه مارسيلو غوميز على موقع قاعدة بيانات كرة القدم.إي يو (الإنجليزية)
- خوسيه مارسيلو غوميز على موقع Soccerway.com (الإنجليزية)
- خوسيه مارسيلو غوميز على موقع عالم كرة القدم.نت (الإنجليزية)